# Великие Стрелки
Великие Стрелки (бел. Вялікія Стралкі) — деревня в Городецком сельсовете Рогачёвского района Гомельской области Беларуси.

## География

### Расположение
В 28 км на юго-восток от районного центра и железнодорожной станции Рогачёв (на линии Могилёв — Жлобин), 106 км от Гомеля.

### Гидрография
На реке Ржавка (приток реки Днепр).

## Транспортная сеть
Транспортные связи по просёлочной, затем автомобильной дороге Рогачёв — Довск. Планировка квартальная — 4 прямолинейные улицы, ориентированные с юго-востока на северо-запад и соединённые незастроенными улицами. На юге, вдоль просёлочной дороги, пролегает криволинейная улица. Застройка двусторонняя, деревянная, усадебного типа.

## История
По письменным источникам известна с XVIII века как деревня Стрелки в Речицком повете Минского воеводства Великого княжества Литовского. В середине XVIII века из деревни выделилась околица Малые Стрелки, а деревня Стрелки стала называться Великие Стрелки.
После 1-го раздела Речи Посполитой в 1772 году в составе Российской империи. Помещик владел здесь в 1846 году 359 десятинами земли. С 1850 года работала сукновальня, с 1880 года — школа грамоты, мельница, хлебозапасный магазин, в Городецкой волости Рогачёвского уезда Могилёвской губернии. Согласно переписи 1897 года действовали школа грамоты, хлебозапасный магазин, ветряная мельница, 3 кузницы, трактир. Неподалёку находилась деревня Новые Стрелки, которая позже присоединилась к Великим Стрелкам. В Новых Стрелках работали ветряная и водяная мельницы. В 1909 году жители деревни владели 1134 десятинами земли, рядом располагались одноимённые хутор и фольварк со 655 десятинами земли.
В 1930 году организован колхоз «Молот», работала кузница. Во время Великой Отечественной войны оккупанты в 1943 году сожгли 8 дворов. В боях за деревню и окрестности погибли 35 советских солдат (похоронены в братской могиле в центре деревни). 70 жителей погибли на фронте. Согласно переписи 1959 года центр колхоза «Родина». Располагались 9-летняя школа, Дом культуры, библиотека, фельдшерско-акушерский пункт, детские ясли-сад, отделение связи, музей народной славы.

## Население
- 1816 год — 55 дворов, 255 жителей.
- 1897 год — 111 дворов, 674 жителя; в деревне Новые Стрелки — 20 хозяйств, 163 жителя (согласно переписи).
- 1909 год — 109 дворов, 859 жителей; в фольварке 31 двор, 219 жителей.
- 1925 год — в деревне — 170 дворов, в фольварке — 39 дворов.
- 1959 год — 640 жителей (согласно переписи).
- 2004 год — 134 хозяйства, 369 жителей.

## Известные уроженцы
- Ф. И. Кулешов — доктор филологических наук, профессор.